# サイバーマン

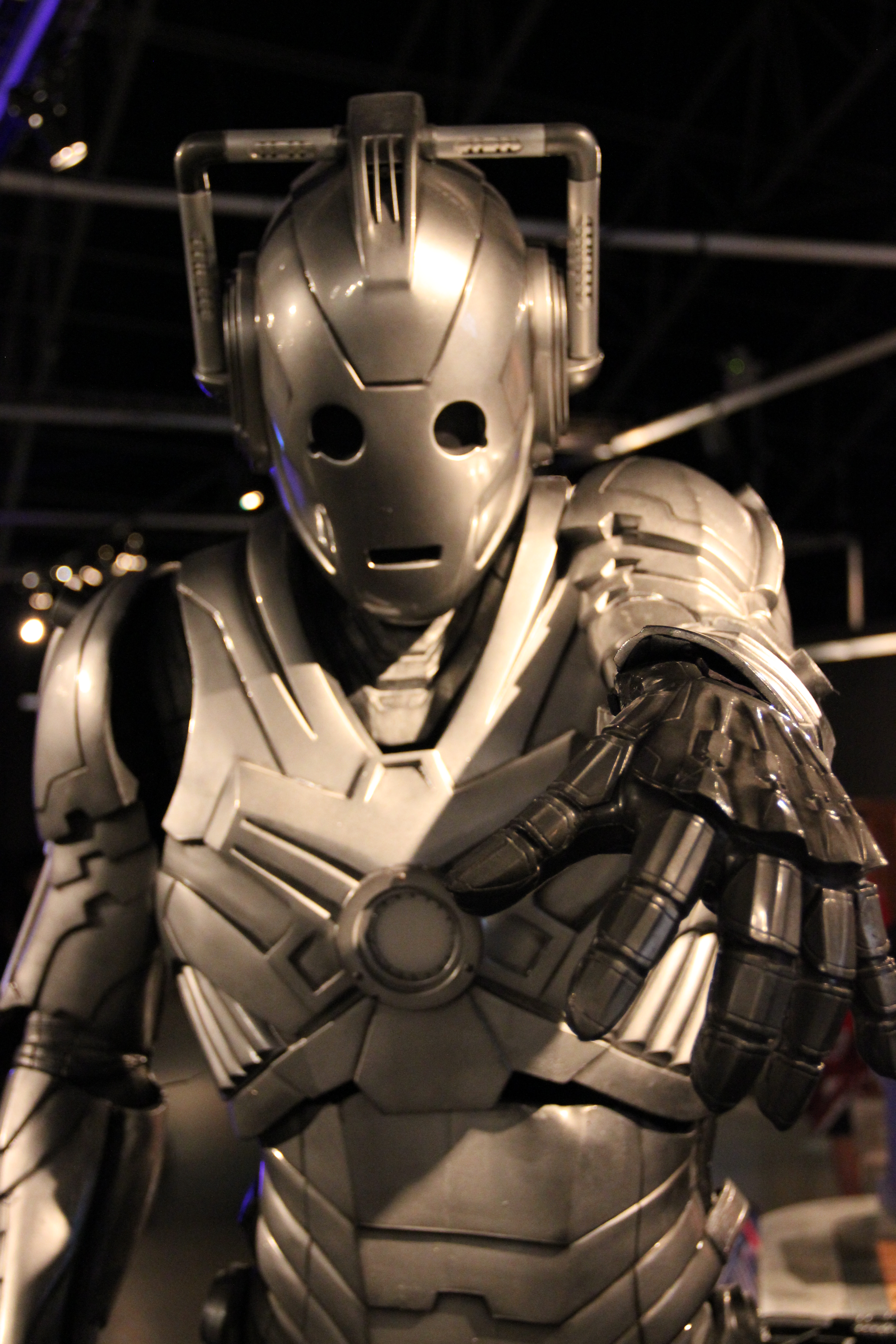
シリーズ7と8に登場するサイバーマン

サイバーマン（英: Cyberman）は、イギリスBBCのテレビドラマ『ドクター・フー』に登場する地球外生命体及びサイボーグの1種である。1966年に初登場し、ダーレクと並ぶ悪役となった。
旧シリーズと新シリーズで位置づけが異なるものの、誕生のプロセスは概ね同じである。旧シリーズにおいては、太陽系第10番惑星モンダスの住民たちが病気に苦しみ、患部を機械と交換したのがサイバーマンの起源である。元々は人間に似たヒューノマイドだったが、徐々に機械化が進行するにつれ冷たく機械的な存在へ変貌していった。新シリーズは同じくモンダス由来のサイバーマンとは別にパラレルワールドの地球で誕生したサイバーマンが登場する。大企業であるサイバス工業の責任者ジョン・ルーミックが病の苦痛から解放されるべく生み出した技術であり、新シリーズのシリーズ2から5までに登場するサイバーマンはパラレルワールドに起源をもつものである。
いずれのサイバーマンも、全ての有機的な異星人をサイバーマンに改造することを目的に行動している。彼らはサイバーマンへの改造を「アップグレード」と呼称する。アップグレードに値しない者や敵対因子は消去されるが、このとき「消去せよ！(Delete!)」と叫ぶ。
英語版の声優は新シリーズではニコラス・ブリッグス。日本語吹き替えは佐々木誠二。

## 製作
サイバーマンが初登場したエピソード「The Tenth Planet」を執筆したキット・ペドラーは医学研究者であり、人間が簡単に肉体の一部を機械化する時代が訪れることを危惧しており、それがサイバーマンのアイディアに繋がった。
最初のサイバーマンのデザインはサンドラ・リードが手がけ、サイバーマンの特徴である無表情な顔、頭部のライトに繋がるロッド、胸部ユニットなどはこの時点で完成していた。
「サイバーマン襲来」と「鋼鉄の時代」を執筆したトム・マクレーは新シリーズにサイバーマンを再登場させるにあたり、旧シリーズのサイバーマンがシリーズが進むにつれて動機も目標も無い単純な悪役モンスターになっており、その部分を正して存在価値を与えなければならないとして、サイバーマンの発想の原点である医学の誤った進歩を現代的に考えたという。製作総指揮のラッセル・T・デイヴィスによれば現代のサイバーマンを実現させるのは何ヶ月もの時間がかかり、「サイバーマンを現代風にするなら遺伝子操作などがテーマになり、それはそれで素晴らしいものが出来ると思うが、自分達は金属の兵士を出したかった」と述べている。
新シリーズに初登場したサイバーマンのデザインは制作チームがまとめたデザインをもとにミレニアムFXが仕上げ、スーツの制作を行った。

## 装備・形状
旧シリーズと新シリーズで大きく形状が変化している上、旧シリーズ内および新シリーズ内だけでもかなりの変化が見て取れる。旧シリーズまでは銀色のスーツを着ての演技だったが、新シリーズからはより機械らしい鋼鉄をイメージさせるデザインへ変更されている。
旧シリーズでは頭に銃があり、腹部あたりにはレーダーのような装置を装備しており、水圧を利用した筋肉と脳を保有している。人間の10倍の力がある。胸部のユニットは心臓と肺を兼ねる器官だが、ここは溶剤に弱く、金粉がかかると破損し死亡する。新シリーズでは腕から電流を流すことが可能となっている。さらにシリーズ2「嵐の到来」「永遠の別れ」では赤色の光線を放つ光線銃が装備された。以降は光線銃による攻撃が主な攻撃手段となる。

## 種類・個体

### サイバス製

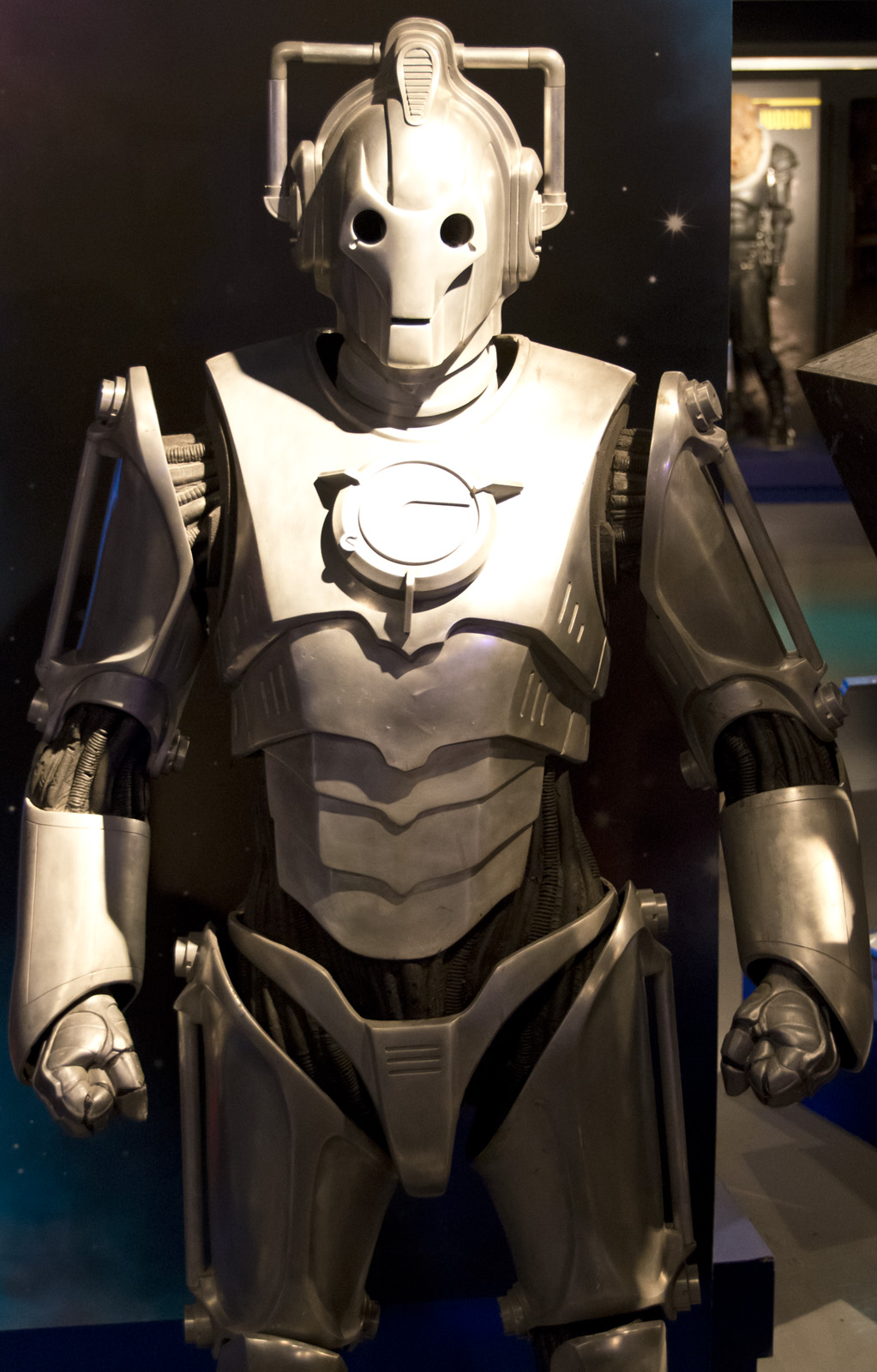
サイバス製のサイバーマン

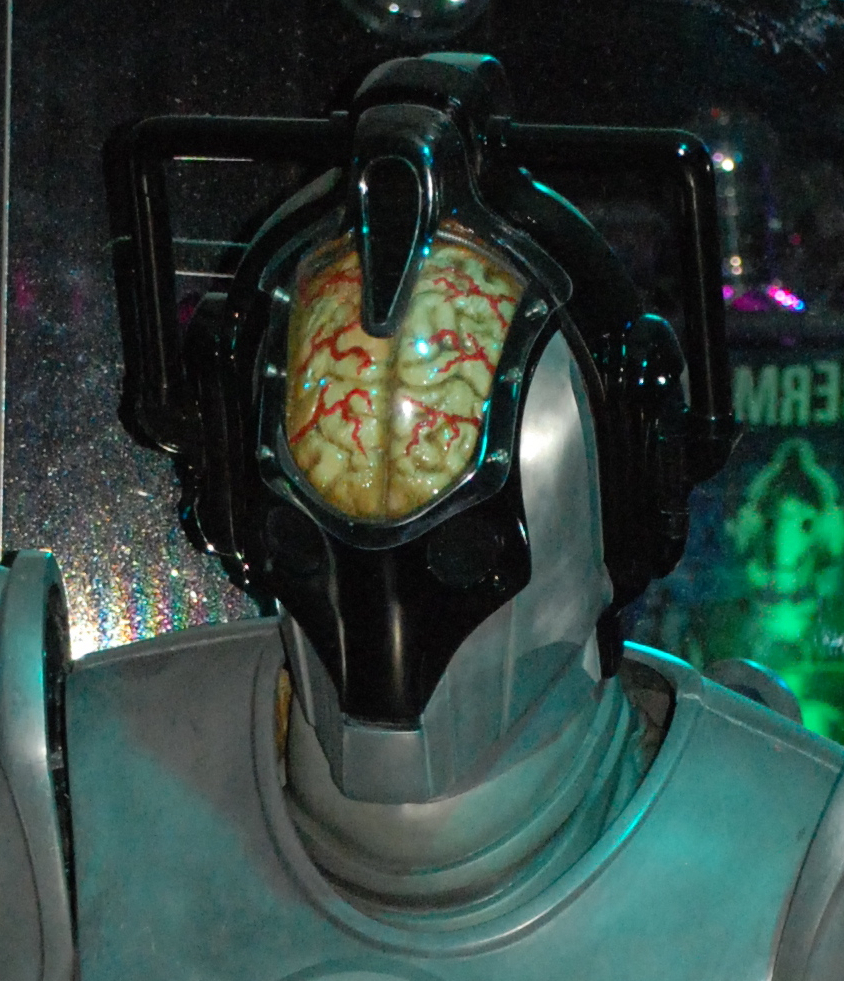
後期のサイバーリーダー

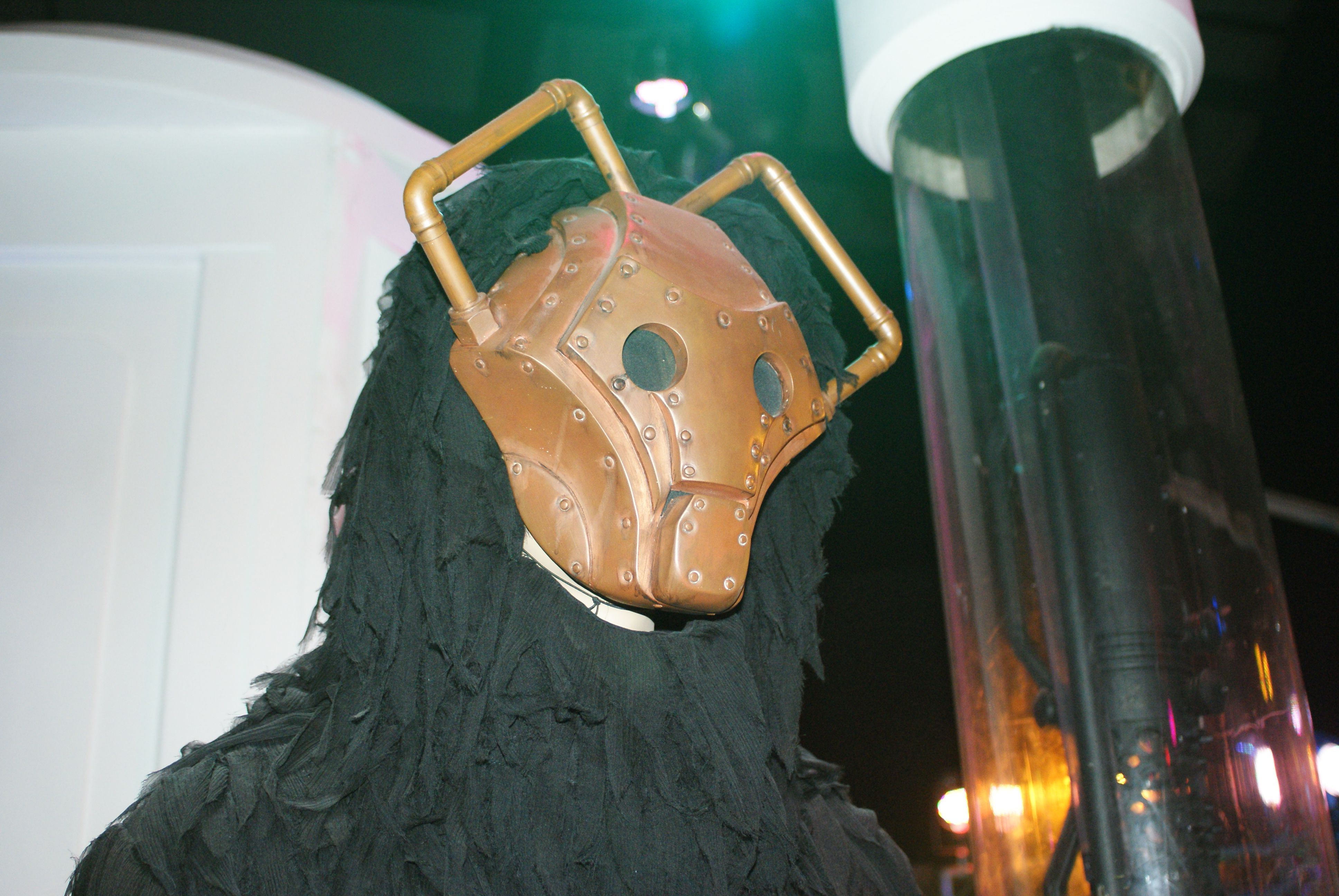
サイバーシェイド

新シリーズに登場するサイバーマンで、パラレルワールドの地球由来である。シリーズ2から登場する。人間の肉体から脳と中枢神経系を摘出し金属の骨格に埋め込むことで製造され、このとき感情抑制装置を用いて全ての感情を消去する。ルーミックが自身の病気の苦痛を無くすために開発を進め、街からホームレスを拉致して実験、開発に成功した。全人類をサイバーマンにアップグレードするべく手始めにロンドン市民を次々とアップグレードしていくが、そこに現れた10代目ドクターらに阻止される。その後はミッキー・スミスらが全世界に散らばるサイバーマンと戦っていたのだが、ダーレクがボイドシップに乗ってパラレルワールド間の壁を破壊したためドクターたちの世界へ侵攻する。ダーレクや地球人と戦争に突入し、ボイドの裂け目が開きボイド空間に吸い込まれ封印された。
しかしシリーズ4にてダーレクがリアリティ・ボムを使ってボイド空間を爆破、サイバーマンは全時空へ解き放たれることとなる。2009年クリスマススペシャル「もう1人のドクター」では、ダーレクの残骸から技術を獲得し1851年のロンドンでサイバーキングを生み出した。シリーズ5にも登場し、102年においてダーレクらとともにパンドリカ作戦に協力、11代目ドクターをパンドリカへ閉じ込める。このときコヴァリアン修道会がターディスを爆破し宇宙が消滅、サイバス製のサイバーマンも消滅することとなった。その後はシリーズ7「銀色の悪夢」で死体が飾られている。
胸のロゴはサイバス工業のシンボルマークである。

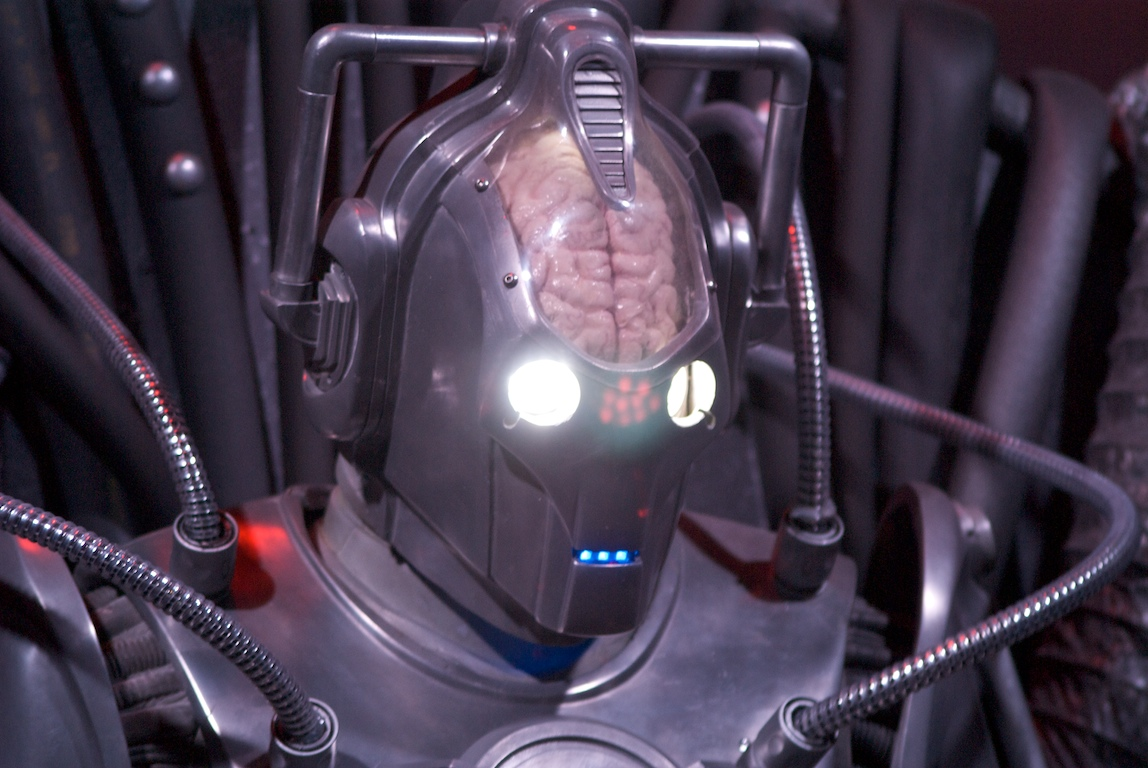
サイバーコントローラー
シリーズ2「鋼鉄の時代」に登場。ジョン・ルーミックがアップグレードされサイバーマン化した姿。部下クレインの裏切りによって生命維持装置を破壊されたため、生きたままアップグレードされた。通常のサイバーマンより高性能な視覚回路を装備しているほか、頭部の保護ケースが一部透けており脳が確認できる。生命維持に必要な液を循環させるため、全身がパイプと接続され、サイバー玉座に座っている。
10代目ドクターらの行動で部下のサイバーマンが全滅したため自らドクターらを消去するべく追いかけるが、気球に垂れ下がる縄梯子をピート・タイラーがソニックドライバーで切断、ルーミックは落下し炎に呑まれて消えた。
声は通常サイバーマンと同じくニコラス・ブリッグスが当てたが、編集段階でルーミック役のロジャー・ロイド＝パックの声に変更された。音響スタッフのポール・マクファデンは「コントローラーの声は若干感情的にする必要があった」と述べている。
サイバーリーダー
シーズン2「嵐の到来」「永遠の別れ」、2009年クリスマススペシャル「もう1人のドクター」に登場。
サイバーマンを指揮するリーダー格。サイバーリーダーが破壊されると、他のサイバーマンが自動的にサイバーリーダーにアップグレードされる。他のサイバーマンと性能の差異はないが、頭部のパイプ部分が黒色になる。
2009年クリスマススペシャルに登場するサイバーリーダーは目の周りまで黒く、脳が露出したデザインに変更されている。
ゴースト
シーズン2「嵐の到来」に登場。ドクターらが到着する2か月ほど前から全世界に突如として出現するようになった人間型の影。姿は視認できるが触れることはできない。謎の球体（後に、ダーレクのボイドシップであることが判明）の出現で生じた次元の裂け目を調査するトーチウッドの実験と同時に現れる。当初は人間社会にパニックを引き起こしたが、2か月の間に慣れきってしまい全世界で一種のブームとしてゴーストを歓迎するようになった。
当初はゲルスだと思われていたが、正体はパラレルワールドからボイドを通して現実世界に侵攻しようとするサイバーマンであったことが判明。既に到着していた先遣隊のサイバーリーダーによって次元の裂け目を完全に開かれ、遂に現実世界に到達。既にゴーストを幅広く受け入れていた全世界の人間社会をあっという間に制圧した。
サイバーシェイド
2009年クリスマススペシャル「もうひとりのドクター」に登場。家畜をアップグレードしたもので、1851年のロンドンで暗躍するサイバーマンが開発する。顔はサイバーマンと同一で体には黒い毛皮のようなものを纏っており、サイバーマンに使役される。
サイバーキング
2009年クリスマススペシャル「もうひとりのドクター」に登場。巨大なサイバーマンであり、ハーティガン嬢が接続されアップグレードされた姿。数百万人をアップグレードする能力を持つ。
10代目ドクターがインフォスタンプの力で感情抑制装置を破壊、感情が復活したハーティガン嬢は耐えきれなくなり自滅した。サイバーキングの残骸はドクターがタイムヴォルテックスに送り消滅させた。
サイバーキングの登場は地球の歴史に深く刻まれるものだとドクターは思っていたが、実際そうはならなかった。この理由は11代目ドクターがヒビのせいだということに気付く。

### モンダス製
ドクターたちの宇宙におけるサイバーマンであり、旧シリーズと新シリーズの双方に登場する。太陽系第10番惑星モンダスで暮らしていたヒューノマイドがサイボーグ化した姿。モンダスが破壊された後、惑星テロスに移住した。移送中や種の存続の危機に脅かされた際には休眠状態に入ることがあり、その際には極低温の冷凍睡眠状態となる。
金属の金や溶剤を弱点としている。また金が弱点である設定は新シリーズにも引き継がれ、シリーズ7「銀色の悪夢」ではサイバープランナーを金箔で一時的に封じ込めている。
初登場時のサイバーマンは放射線に弱く、モンダスから常にエネルギーを供給されていなければ生命が維持できない。モンダスのエネルギーの枯渇が近いため、1986年に双子惑星である地球のエネルギーを狙うが、モンダスが破壊されると人間のままであった部分が溶解して全滅した。
モンダス製のサイバーマンは人類との間に勃発したサイバー戦争の結果、人類の開発した光輝銃によって一度は絶滅したと思われていたが、サイバーシップに乗った一団が生き延びていた。光輝銃はサイバー戦争で破壊された金が豊富な惑星ヴォガの金を利用しており、軍を再興したサイバーリーダーは本格的な行動の前に木星の衛星となっている惑星ヴォガの残骸を完全に爆破しようとする。
接触した人間をコントロールする能力があり、コントロール下にある人間の心的イメージを投影することも可能。
旧シリーズでセント・ポール大聖堂からサイバーマンが行進して出てくるシーンがあるが、新シリーズのシリーズ8「天国での死」にはこのオマージュのシーンがある。旧シリーズのサイバーマンは残骸という形で新シリーズに登場することが幾度かあり、シリーズ1「ダーレク 孤独な魂」ではヴァンスタテンの博物館に首が飾られており9代目ドクターが過去を懐かしむ描写があった。シリーズ8「天国での死」においてはケイト・レスブリッジ・スチュワートが旧シリーズのサイバーマンの首を放り投げるシーンがある。シリーズ10「World Enough And Time」では最初期のサイバーマンが再登場を果たしたが、このとき歴史上最初のサイバーマンは12代目ドクターのコンパニオンであるビル・ポッツが6代目マスターによりアップグレードされたものであることが判明した。
新シリーズでの登場はシリーズ6「ドクターの戦争」が初めてであり、メインでの登場はシリーズ6「子連れのコンパニオン」だった。

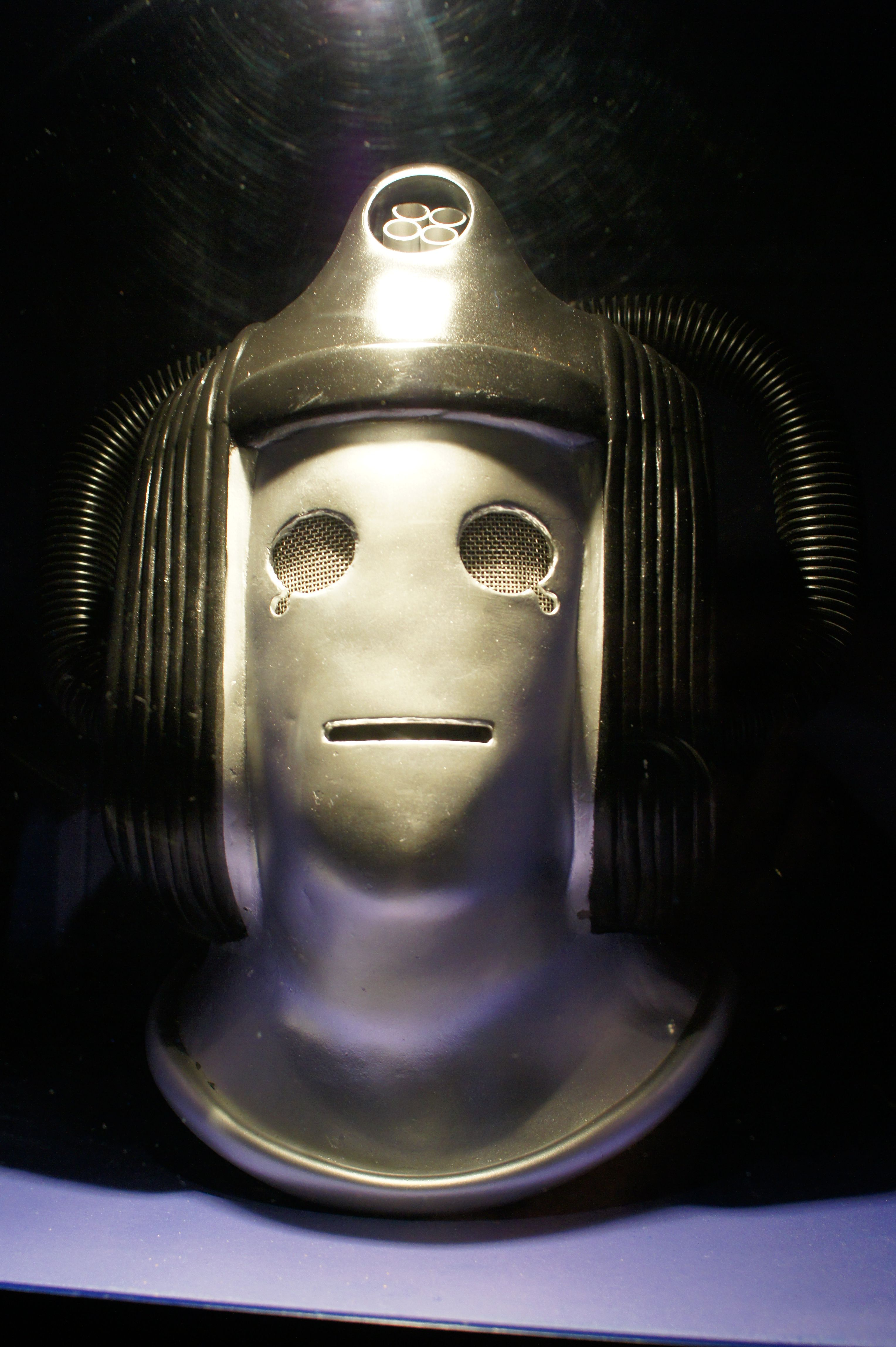
旧シリーズのサイバーリーダー

胸のロゴは二重円である。
サイバーコントローラー
サイバーマンのリーダー。他のサイバーマンより頭部が大きく、頭部のロッドや胸部ユニットが装備されていない。
2代目ドクターによって惑星テロスのサイバーシティが破壊された際に倒されたと思われていたが、部分的に破損しただけで生きていた。1985年のロンドンの下水道に拠点を構え、ハレー彗星を地球に衝突させてモンダスが破壊される歴史を変えようと企んだ。
サイバーリーダー
サイバーマンの指揮官。頭部が黒いのが特徴で、「サイバーマンの逆襲」に登場した個体は頭部全体が黒く、「Earthshock」に登場した個体はライトに繋がるロッド部分が黒い。新シリーズのものは2009年クリスマススペシャルに登場したサイバス製サイバーマンと同じ姿をしている。
旧シリーズでの日本語版声優は曽我部和恭。
サイバー・プランナー
サイバーマンを指揮する球根型の機械。

#### 1000年後

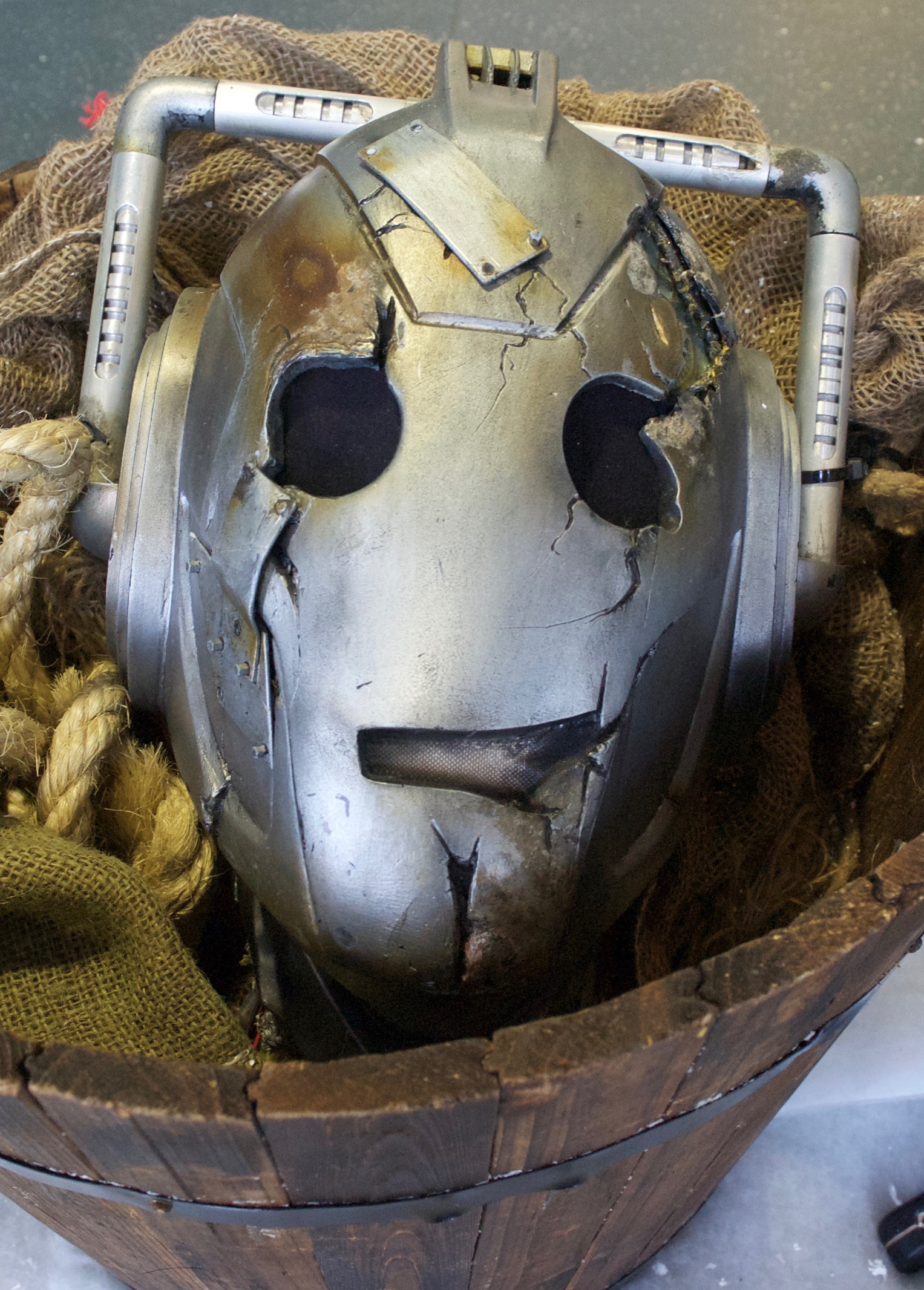
ハンドルズ

シリーズ7「銀色の悪夢」からは進化したサイバーマンが登場した。シリーズ6までに登場したサイバーマンの1000年後の姿であり、本項最上部の写真はこのサイバーマンのものである。より滑らかなデザインとなり、頭部や手といったパーツを独立して動作させることができるほか、相対的に周囲の時間が停止して見えるほどの高速移動、攻撃を受けるたびに集団的に進化して耐久性を上げていくといった機能が追加され遥かに強力な存在となっている。サイバープランナーにより統括され、遊園地惑星を襲撃した。2013年クリスマススペシャル「ドクターの時」では他種族とともにトレンザロアへの侵攻を画策した。
サイバー・プランナー
サイバーマンの統率者かつ参謀。11代目ドクターの脳に侵入し約半分を占領、彼と残る脳の領域をかけてチェス対決をする。金とクリーニング液は旧シリーズのサイバーマンと同じく弱点だが、チェスを続けるうちに克服していく。
300万体のサイバーブレインを自身に集中させてチェスに臨むが、チェス以外の部分でドクターの策略に敗北する。

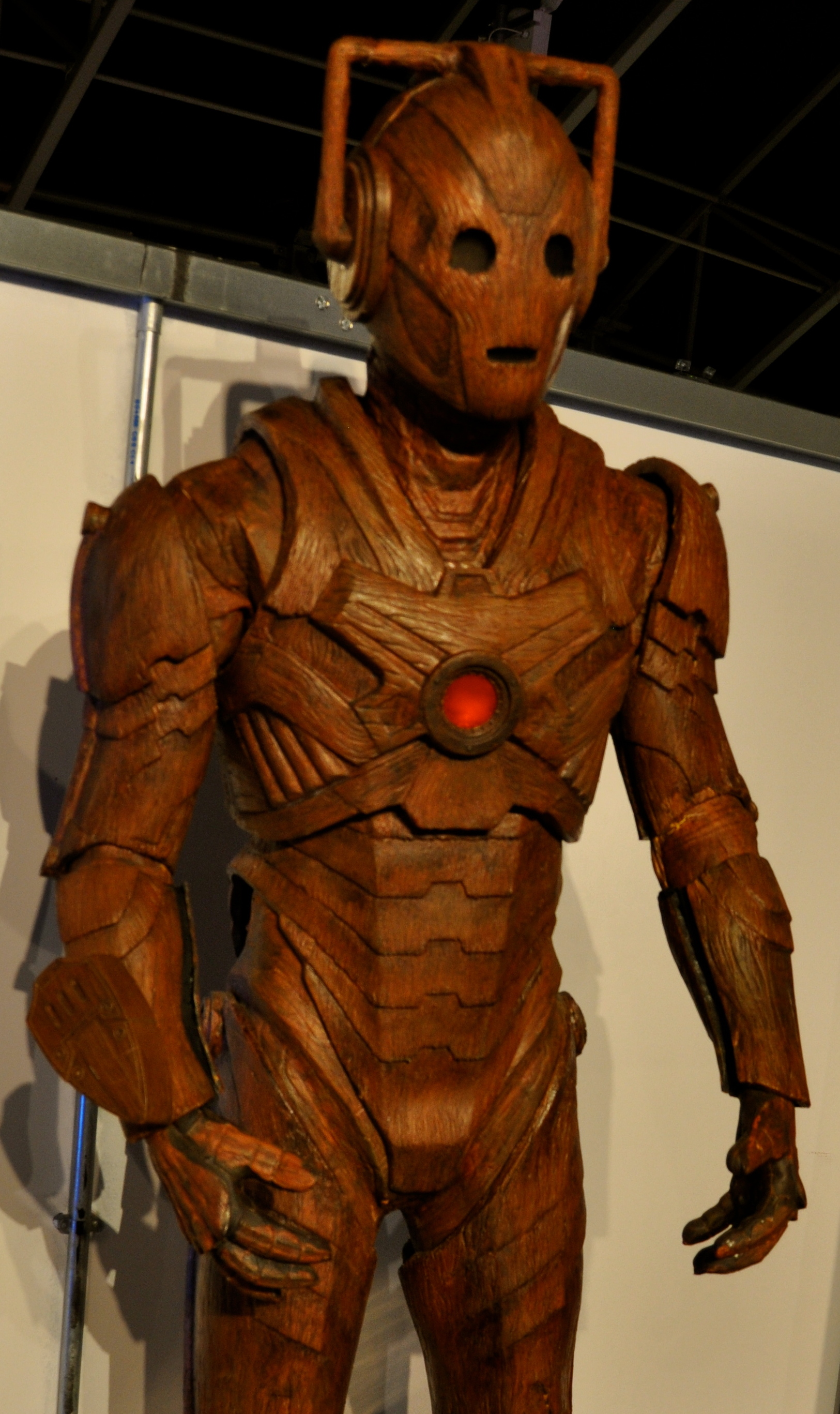
木製サイバーマン
2013年クリスマススペシャル「ドクターの時」で登場した、木でできたサイバーマン。金属で構築されていないがゆえ、ペイパル・メインフレームの張ったシールドを突破しトレンザロアに降り立つことができた。
ハンドルズ
2013年クリスマススペシャル「ドクターの時」で登場した、11代目ドクターのコンパニオン。サイバーマンの頭部であり、ドリウムのマーケットで販売されていたところをドクターが購入した。ターディスに接続されており、ドクターのサポートを行う。ダーレクや嘆きの天使に襲撃されたドクターたちを救った。
トレンザロアの村クリスマスにドクターとともに残る。300年間クリスマスを守り続けたが老朽化し、朝日を見ることなく機能を停止した。
小説『Tales Of Trenzalore』にも登場するが出番は少ない。
ミシー製サイバーマン
シリーズ8「ネザースフィア」「天国での死」に登場。ミシーが土葬された人間の死体を利用して作り上げたサイバーマンであり、敵を殺すほど数を増し強化されていく性質を持つ。これまでのサイバーマンと大きく違うのは、足のジェットエンジンを使って飛行が可能な点である。
12代目ドクターへの誕生日プレゼントとしてミシーがコントロール装置をドクターへ渡すが、ドクターはそれをサイバーマン化していたダニー・ピンクに譲渡。彼がサイバーマンを自爆させ地球の危機を救った。
なお同話にてレスブリッジ・スチュワート准将がサイバーマン化して登場している。

## アップグレード

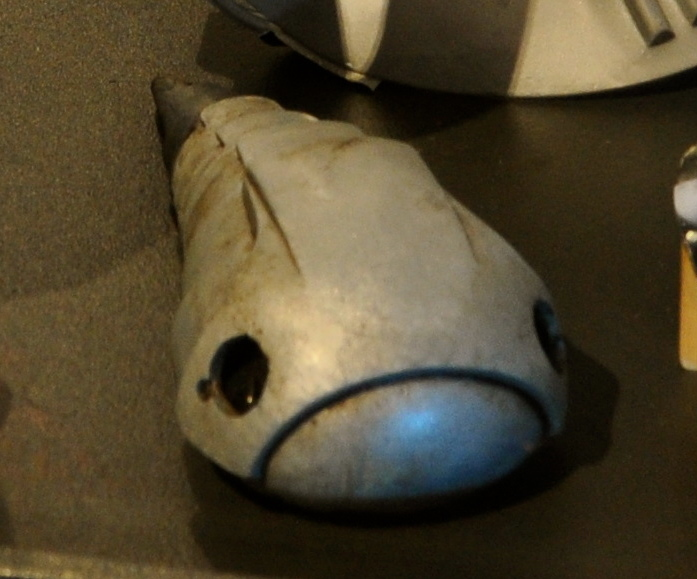
サイバーマット

生物をサイバーマンに改造することをアップグレートと呼称する。シリーズ2時点では人間の肉体を切り裂いて脳と中枢神経系を摘出し金属の骨格へ埋め込み感情抑制装置で感情を消去する必要があったが、その後は電流で感情を除去し金属で覆うだけでアップグレードが可能となった。なお、何らかの要因で感情が復活した人間は機械の身体を寒いと感じ、サイバーマンとなった自分を悲観して自殺することがある。なおシリーズ2時点ではタイムロードは心臓が2つあるためアップグレードに向かない粗悪な素材だったが、シリーズ7においてはほぼ全ての生命体のアップグレードが可能となった。
イヤポッド
サイバス工業によって開発された通信機器で、イヤホンのように耳に装着して使用する。脳に直接データを送り情報を共有・ダウンロードすることができ、その最中受信者は一時活動を停止する。携帯電話が脳の一部になっているようなものである。通常のイヤポッドで人間をコントロールしている場合、受信機能のない偽のイヤポッドを使っている人間を判断することはできない。
サイバーマンのイヤポッドは人間の脳と直接接続することもできるため、外見は人間のままでサイバーマンにアップグレード可能。その場合イヤポッドを破壊するだけで停止するが、機器本体が大脳および中枢神経を貫通しているため、改造された段階で人間は既に死亡している。
インフォスタンプ
2009年クリスマススペシャルに登場。サイバーマンが使用するスティック状の記録媒体で、通常は胸のソケットと接続して使用する。1本に莫大な量のデータが納められており、これをサイバーマンに直接放射することで過負荷を起こさせ破壊することも可能。
サイバーマイト
シリーズ7「銀色の悪夢」に登場。サイバーマットを小型に改造したもので、これに触れるとほぼ全ての生物が秒速でアップグレードされる。携帯電話などの電子機器に集合する性質がある。
サイバーマット
サイバーマンが使役する小型のマシンで、人間の脳波を探知して襲い掛かる。目から放つ閃光で人間を攻撃し、病原体を散布する固体も登場している。
新シリーズではシリーズ6「閉店時間」に登場。口から電撃を放つ。床を這うように移動し、デパートで暗躍していたところを11代目ドクターに捕獲される。その後クレイグの自宅で復活し、クレイグとドクターを襲撃した。
改造人間
旧シリーズに登場。サイバーマンが操る改造人間。頭部に取り付けられた装置で操られている。
ウォークマン
サイバーテクノロジーを用いられたウォークマン。ヘッドホンを接続された人間はサイバーマンのコントロール化に置かれる。

### アップグレード者
ジョン・ルーミック
演 - ロジャー・ロイド＝パック / 日本語版 - 小林勝也
サイバス工業の創設者で社主。詳細は上記サイバー・コントローラーを参照。
ジャクリーン・タイラー
演 - カミーユ・コデュリ / 日本語版 - 磯辺万沙子
パラレルワールドでのジャッキー・タイラー。ルーミックから特殊なイヤーポッドを与えられサイバーマン化する。
サイバーマン化した後は、感情を失ったものの自分がジャクリーン・タイラーであることは認識しており、本来は消去対象である夫のピート・タイラーを特別にアップグレードしようとする。
ドクターの作戦によってサイバーマンの工場が破壊されサイバーマンも破壊されたが、ジャクリーンが死亡したシーンは明確に描かれていない。
イヴォンヌ・ハートマン
演 - トレイシー＝アン・オバーマン / 声 - 小山茉美
ロンドンのカナリー・ワーフにあるトーチウッド1のリーダー。女王と英国に強い忠誠心を持つ女性。
ダーレクと遭遇したサイバーマンが危機感を覚え緊急アップグレードを開始したのに巻き込まれアップグレードされる。しかしアップグレードされた後も女王と国への忠誠心は消えず、階段を登りパラレルワールドへ帰還しようとするサイバーマンの前に立ち塞がり殺害し、「女王と祖国のため義務を果たした」と涙を流す。
リサ
『ドクター・フー』のスピンオフ『トーチウッド』に登場する半サイバーマン。カナリー・ワーフの戦いでサイバーマンにアップグレードされた。
通常のアップグレードは人間の脳を機械の身体に移植してサイバーマンにするが、リサの場合は人間の身体をアップグレードしてサイバーマン化している。そのため、頭や身体の一部にはサイバー化ユニットが取り付けられているが、顔や胴体は人間のままである。
トーチウッドメンバーによって改造途中で助け出され、カーディフにあるトーチウッド3に匿われており、人間に戻す方法を模索している。改造途中であるため、自分自身で呼吸や動くこともできず生命維持装置で命を繋いでいる。感情面においては人間の頃の記憶が強く残っているが、同時にサイバーマンとして人間をアップグレードしようとしたりもする。
クレイグ・オーウェンズ
演 - ジェームズ・コーデン
かつて11代目ドクターと同居していた男性。ドクターを救うため地下に埋没していたサイバーマンの宇宙船に乗り込みサイバーコントローラーへアップグレードされる。しかし息子アルフィーへの想いで感情消去処理を打ち消し、サイバーマンの感情抑制装置を破壊し窮地を切り抜ける。
ウェブリー
演 - ジェイソン・ワトキンス
遊園地惑星の蝋人形館の館長。傀儡だと思っていたサイバーマンに突如腕をつかまれサイバーマイトと接触、アップグレードされる。その後は星とともに爆破された模様。
アーティ
演 - カシアス・キャリー・ジョンソン
クララ・オズワルドが家庭教師を務める家の息子。サイバーマイトに接触しアップグレードされるが、電磁パルス発生装置でサイバーマン化を解除され救出される。
アンジー
演 - イブ・デ・レオン・アレン
クララが家庭教師を務める家の娘。弟と同様アップグレードされるが救出される。
ダニー・ピンク
演 - サミュエル・アンダーソン
クララの恋人である黒人数学教師で、元軍人。クララと電話で話をしていたところ交通事故に遭い死亡するが、ミシーの手によりサイバーマンへアップグレードされる。
アップグレードされて感情を消去されてもクララへの愛は消えておらず、12代目ドクターからサイバーマンのコントロール装置を渡され、全てのサイバーマンを爆破した。
レスブリッジ・スチュワート准将
演 - ニコラス・コートニー
3代目ドクターと4代目ドクターのコンパニオンであり、UNITに所属していた准将。シリーズ6「ドクター最後の日」で死亡が確認されたが、シリーズ8において遺体がサイバーマンにアップグレードされていた。
撃墜された航空機から娘ケイトを秘密裏に救出した後、墓地にてミシーをレーザーで撃ち抜いた。自らに敬礼する12代目ドクターに頭を垂れ、空へ飛んで姿を消した。
ビル・ポッツ
演 - パール・マッキー
12代目ドクターのコンパニオン。銃で胸を撃ち抜かれて入院したところ、6代目マスターによる改造手術を受け歴史上最初のサイバーマンにアップグレードされた。
ドクターとナードールの前に出現、ドクターからビルの居場所を探知するように言われた際、自身が彼女であることを明かす。「I wated for you」と言いつつ手を伸ばしながら、サイバーマンの目の奥で涙を流す彼女の目が描写された。
その後サイバーマンとの戦闘で仮死状態となったドクターに涙を流していたところ、恋人ヘザーの力で人間へ戻る。ドクターをターディスに送り届け、ヘザーと手を繋いでターディスを降りて行った。